# BEOL

Vista de tall vertical d'un integrat CMOS sobre un substrat de silici i 5 capes de metal·lització BEOL.

BEOL (acrònim anglès per Back end of line, fase segona de producció) és la segona part de la fabricació d'IC on els dispositius individuals (transistors, condensadors, resistències, etc.) s'interconnecten amb el cablejat de l'oblia (electrònica), la capa de metal·lització. Els metalls comuns són el coure i l'alumini. La fase BEOL comença generalment quan la primera capa de metall es diposita a l'oblia. BEOL inclou contactes, capes aïllants (dielèctrics), nivells metàl·lics i llocs d'unió per a connexions del xip a l'encapsulat.
Després de l'últim pas FEOL, hi ha una oblia amb transistors aïllats (sense cap cable). A la fase BEOL es formen part dels contactes de l'etapa de fabricació (pads o coixinets), cables d'interconnexió, vies i estructures dielèctriques. Per al procés IC modern, es poden afegir més de 10 capes metàl·liques al BEOL.
Passos del BEOL:
1. Silicidació de les regions d'origen i drenatge i la regió de polisilici.
2. Afegint un dielèctric (la primera capa inferior és un dielèctric premetàl·lic (PMD): per aïllar el metall del silici i el polisilici), CMP el processa.
3. Feu forats a PMD, feu-hi uns contactes.
4. Afegiu la capa metàl·lica 1.
5. Afegiu un segon dielèctric, anomenat dielèctric intermetall (IMD).
6. Feu vies a través del dielèctric per connectar el metall inferior amb el metall superior. Vias omplertes pel procés Metal CVD.
Repetiu els passos 4-6 per obtenir totes les capes metàl·liques.
7. Afegiu una capa de passivació final per protegir el microxip.